# 伍德本 (伊利諾伊州)
伍德本（英語：Woodburn）是位於美國伊利諾伊州馬庫平縣的一個非建制地區。該地的面積和人口皆未知。

## 地理
伍德伯恩的座標為39°00′41″N 90°00′43″W / 39.01139°N 90.01194°W，而該地的平均海拔高度為195米（即640英尺）。